# Imma atialis
Imma atialis är en fjärilsart som beskrevs av Walker 1859. Imma atialis ingår i släktet Imma och familjen Immidae. Inga underarter finns listade i Catalogue of Life.